# Leuresthes tenuis
El pejerrey californiano (Leuresthes tenuis) es una especie de pez actinopterigio de la familia Atherinopsidae que habita desde la bahía de Monterrey (Estados Unidos) hasta la Baja California (México). De pequeño tamaño, mide alrededor de 19 cm y habita hasta una profundidad de 18 m.

## Biología
Los adultos habitan las aguas costeras, generalmente en o cerca de la superficie a lo largo de la costa abierta y en bahías.
Es una especie ovípara, con larvas planctónicas principalmente neustónicas. Los huevos son depositados en la arena por la noche por la madre, justo debajo de la línea de marea, en la primavera y el verano; después, los huevos son enterrados en la arena húmeda por el padre, y eclosionan unos 15 días más tarde durante la siguiente serie de mareas altas. Se ha comprobado que las hembras se reproducen de 4 a 8 veces durante una temporada.